# شهرستان لو افجور-دو-ساگونه
شهرستان لو افجور-دو-ساگونه (به انگلیسی: Le Fjord-du-Saguenay Regional County Municipality) یک منطقهٔ مسکونی در کانادا است که در ناحیه سگنه-لاک-سن-ژان واقع شده‌است. شهرستان لو افجور-دو-ساگونه ۴۳٬۴۶۲٫۰۰ کیلومتر مربع مساحت و ۲۰٬۴۶۵ نفر جمعیت دارد.